# هنرستان کشاورزی
هنرستان کشاورزی، روستایی در دهستان ادیمی بخش مرکزی شهرستان نیمروز در استان سیستان و بلوچستان ایران است.

## جمعیت
بر پایه سرشماری عمومی نفوس و مسکن در سال ۱۳۹۵، جمعیت این روستا برابر با ۳۸ نفر (۸ خانوار) بوده‌است.